# Adrien de Lezay-Marnésia
Pour les autres membres de la famille, voir Lezay-Marnésia.
Paul Adrien François Marie de Lezay-Marnésia, né le 9 août 1769 au château de Moutonne dans le Jura et mort le 9 octobre 1814 à Haguenau dans le Bas-Rhin  est un diplomate et préfet français. Il est un oncle maternel de la grande-duchesse de Bade Stéphanie de Beauharnais.

## Biographie
D’une famille franc-comtoise, fils de Claude-François de Lezay-Marnésia, Adrien et son frère cadet se réfugient en Normandie,à Forges-les-Eaux, durant la Terreur.  C'est là, qu'Adrien rencontre son épouse Françoise de Carbonnel de Canisy, née en 1766, veuve du vicomte de Bricqueville (fusillé par les républicains en 1796) dont elle a eu un fils Armand de Bricqueville (1785-1844). Le couple n'aura pas d'enfant. Sa mère meurt en émigration à Londres en 1794.
Sous le Directoire, il est obligé de fuir en Suisse avec son père et son frère cadet. Il y devint l'ami de Mme de Montolieu . Son père reçoit l'autorisation de rentrer en France en 1800 mais meurt en arrivant à Besançon. Adrien, désormais âgé de trente ans, revient en France le 17 mai 1801. Parent par alliance de l'épouse du premier consul, Napoléon Bonaparte, celui-ci lui confie une mission diplomatique en Hongrie en 1803. Il est nommé ambassadeur auprès du prince-archevêque de Salzbourg, Hieronymus von Colloredo-Mansfeld, ancien patron de Mozart.
Sous l'Empire, tandis que son beau-fils se distingue sur les champs de bataille, il est nommé préfet de Rhin-et-Moselle le 15 mai 1806 et réside à Coblence, ancien Quartier Général des opposants à la Révolution Française. La même année, sa nièce, Stéphanie de Beauharnais épouse le Grand-duc héritier de Bade. Le Grand-duché de Bade est situé sur la rive droite du Rhin et fait face à l'Alsace. C'est dans ce contexte qu'Adrien de Lezay-Marnésia est nommé préfet du Bas-Rhin le 12 février 1810. A ce titre et à peine arrivé à Strasbourg, il organise dès le mois de mars, la réception en France de l’archiduchesse Marie-Louise d'Autriche, future épouse de Napoléon. Par la suite, son action d’administrateur se porta surtout sur l’amélioration des conditions de vie en milieu rural :
- amélioration des voies de communication avec plantation d’arbres en bordure et implantation de bancs-reposoirs ;
- encouragement à la plantation de tabac et de houblon et à l’ensemencement de betteraves sucrières ;
- primes aux bons cultivateurs sous forme de chevaux normands et de taureaux suisses ;
- création de postes de médecins cantonaux et d’un Comité médical pour la diffusion de la vaccine ;
- création en 1810 d’une école normale à Strasbourg pour la formation des instituteurs.

À la préfecture, son conseiller juridique était Georges-Daniel Arnold, professeur d’histoire à la Faculté de Lettres de Strasbourg.
A la chute de l'empire, il se rallie aux Bourbon et reçoit le duc de Berry en Alsace. C'est au cours d'un déplacement de la suite princière qu'il trouve la mort.
Il meurt le 9 octobre 1814 à l'âge de 45 ans des suites des blessures  causées par un accident de la route à la sortie de Haguenau en direction de Brumath,. Son corps est inhumé à Krautergersheim puis, en 1853, dans la sépulture privée d’Henri de Turckheim. Enfin, il est transféré dans un caveau de la cathédrale de Strasbourg. Son successeur en tant que préfet est le comte Joseph de Kergariou.

## Hommages
Les habitants de Strasbourg, en reconnaissance des services rendus par le préfet du Bas-Rhin pendant le blocus de 1814, font réaliser une coupe à Jacques Frédéric Kirstein, achevée en 1815.

Sa statue, érigée devant l’hôtel de Klinglin à Strasbourg, est l’œuvre de Philippe Grass.

Le sculpteur Landolin Ohmacht réalisa un buste du préfet.

Un quai, une école et un collège de Strasbourg portent son nom.

Une rue lui est dédiée à Château-la-Vallière en Indre-et-Loire et à Bernardswiller dans le Bas-Rhin.

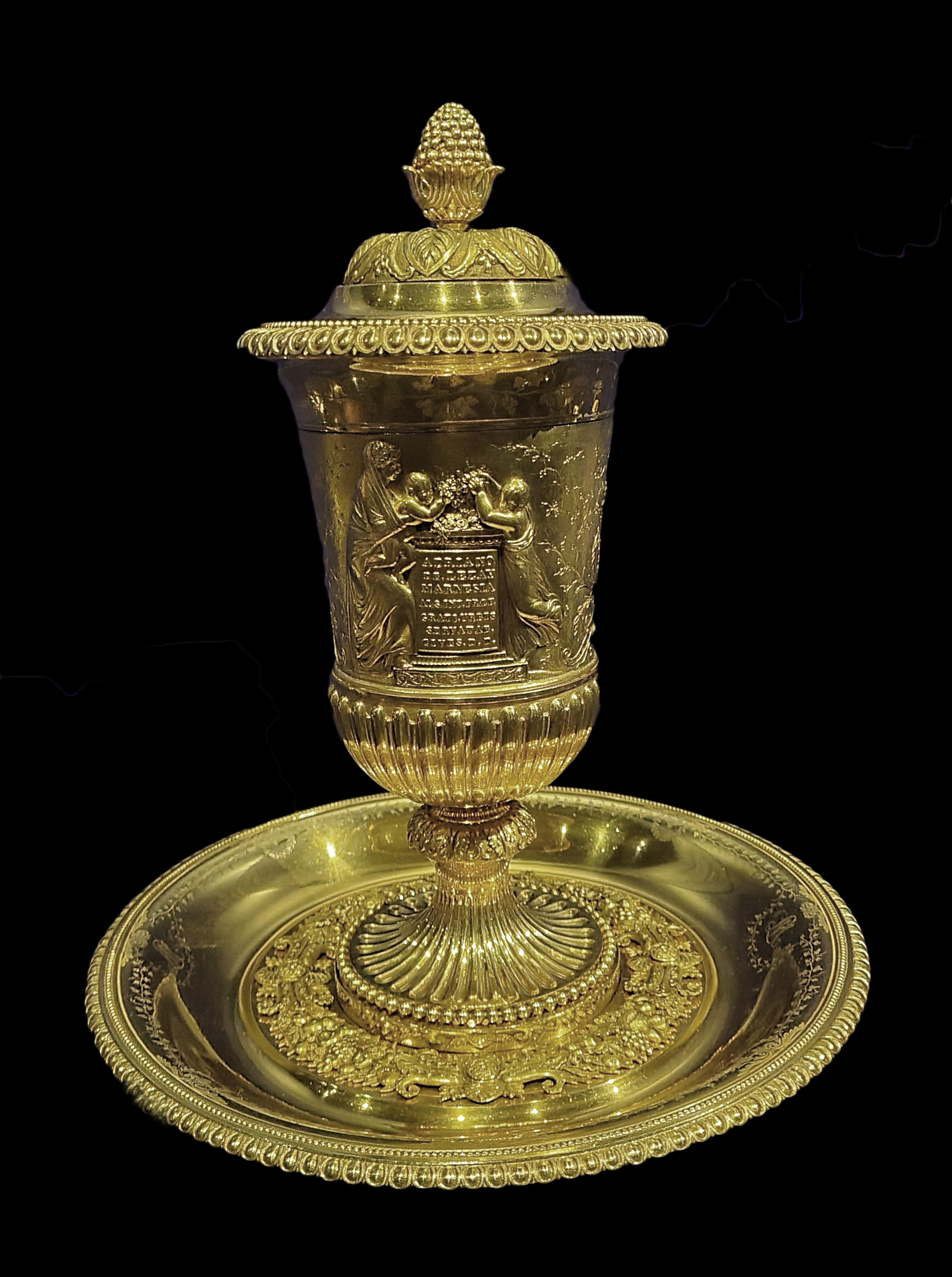
Coupe de J.-F. Kirstein offerte par les habitants de Strasbourg.
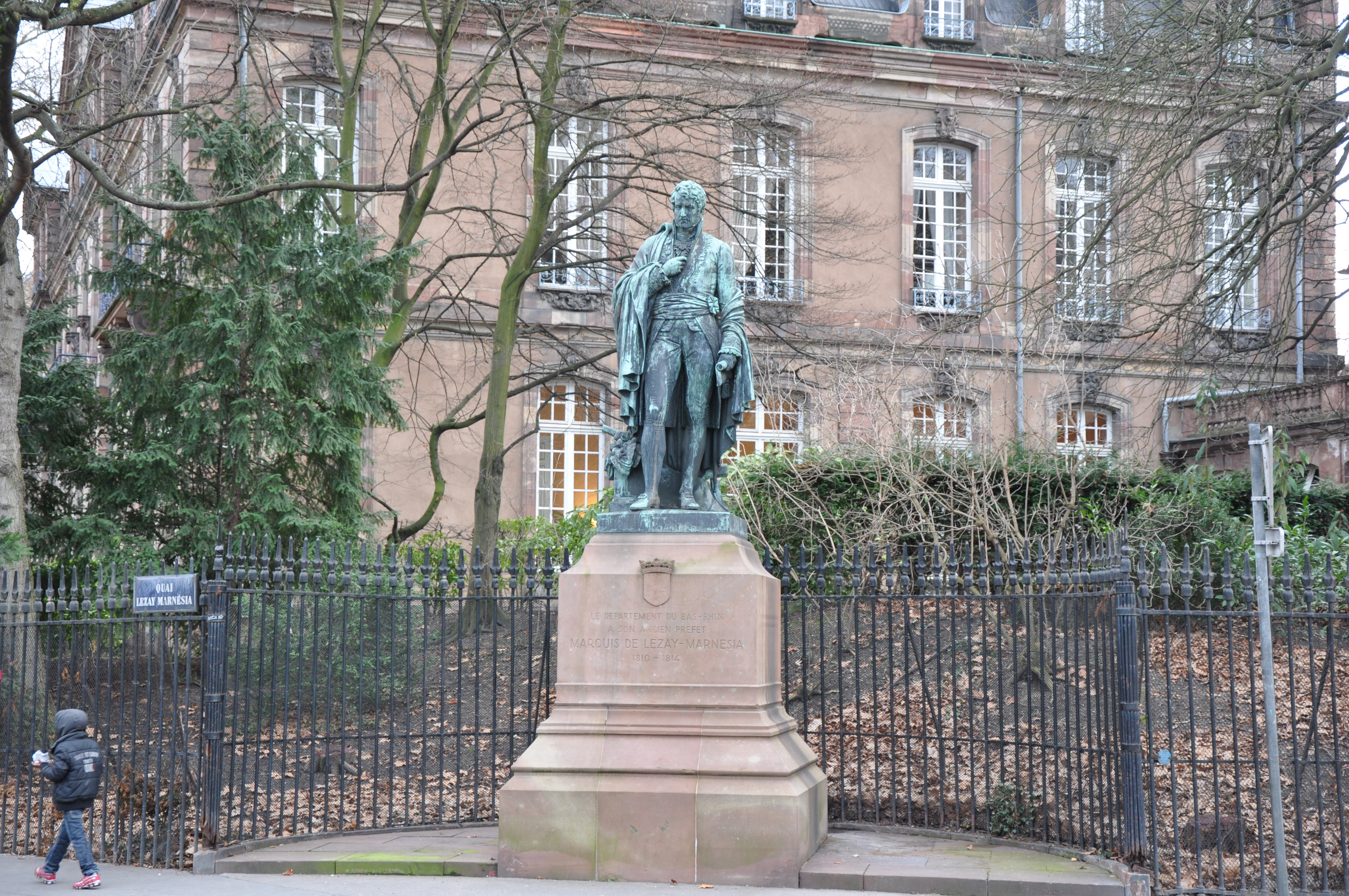
Statue de Philippe Grass devant l'Hôtel de Klinglin.
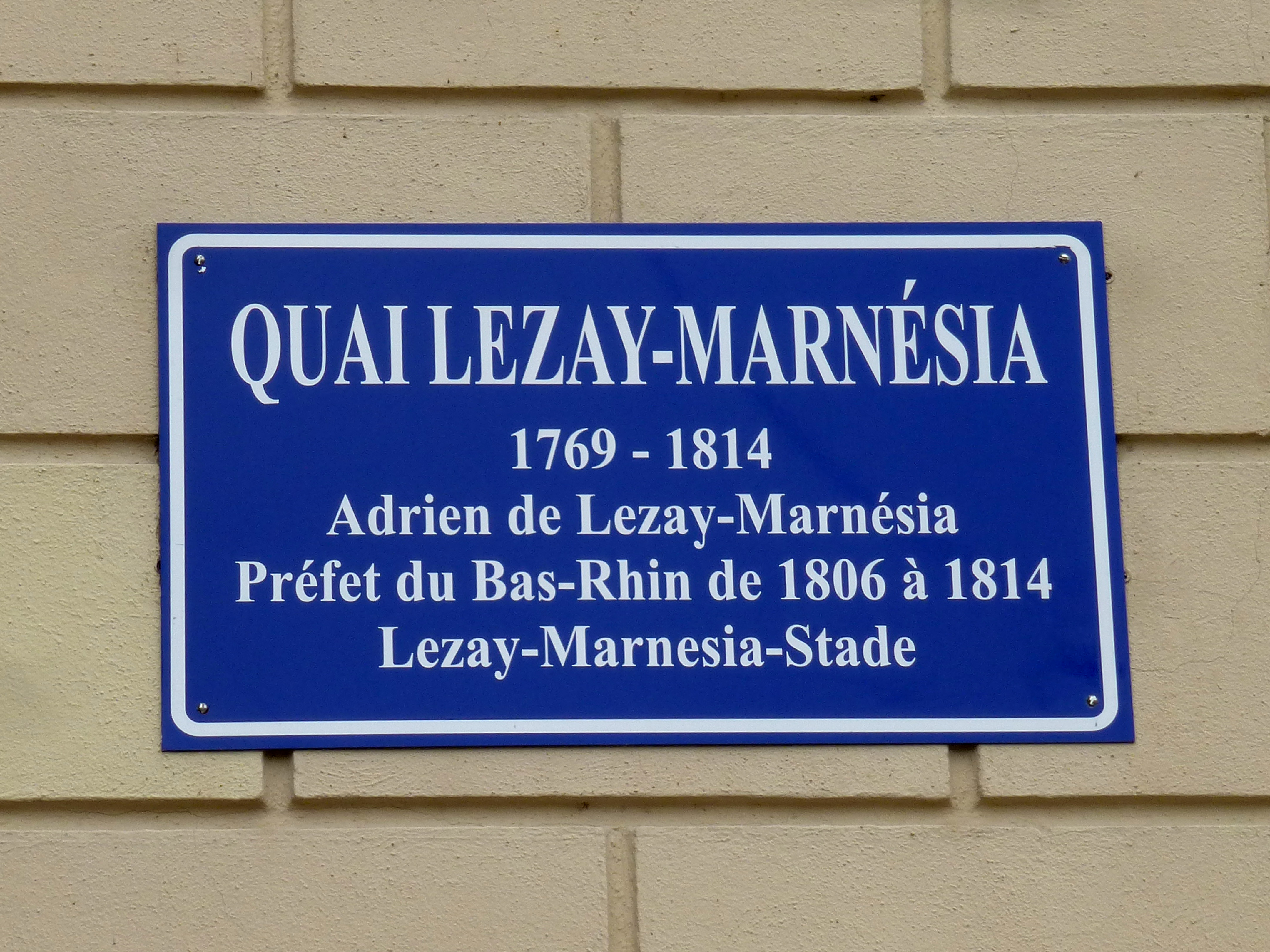
Plaque du quai.